# Liste der Kulturgüter in Täuffelen
Die Liste der Kulturgüter in Täuffelen enthält alle Objekte in der Gemeinde Täuffelen im Kanton Bern, die gemäss der Haager Konvention zum Schutz von Kulturgut bei bewaffneten Konflikten, dem Bundesgesetz vom 20. Juni 2014 über den Schutz der Kulturgüter bei bewaffneten Konflikten sowie der Verordnung vom 29. Oktober 2014 über den Schutz der Kulturgüter bei bewaffneten Konflikten unter Schutz stehen.
Es sind weder A-Objekte noch B-Objekte auf dem Gemeindegebiet ausgewiesen, Objekte der Kategorie C fehlen zurzeit (Stand: 18. April 2024). Unter übrige Baudenkmäler sind Objekte zu finden, die im Bauinventar des Kantons Bern als «schützenswert» verzeichnet sind.

## Übrige Baudenkmäler
Hinweis: Als Objekt-Identifikator (ID) wird die Grundstücksnummer verwendet.
| ID   | Foto |                                                                               | Objekt                                                                 | Typ | Standort                                  | Beschreibung                                                                                                |
| ---- | ---- | ----------------------------------------------------------------------------- | ---------------------------------------------------------------------- | --- | ----------------------------------------- | --- |
| 2    | ja   | Datei hochladen · Wikidata zu Pfarrhaus und Pfarrstock (16. Jh.) (Q116921373) | Pfarrhaus und Pfarrstock (16. Jh.)                                     | G   | Kirchrain 2 581785 / 212741               | |
| 2    | ja   | Datei hochladen · Wikidata zu Pfrundscheune (1857/58) (Q125511844)            | Pfrundscheune (1857/58)                                                | G   | Kirchrain 2a 581756 / 212742              | |
| 2    | ja   | Datei hochladen                                                               | Speicher (1746/47)                                                     | G   | Kirchrain 2b 581761 / 212760              | |
| 9    | ja   | Datei hochladen                                                               | Polenstein (1943)                                                      | K   | Polensteinweg N.N. 581270 / 212363        | |
| 15   | ja   | Datei hochladen                                                               | Brunnen (1968)                                                         | K   | Burrirain N.N. 582038 / 213037            | Der Brunnen als Teil der Kunst im öffentlichen Raum in Täuffelen wurde 1968 von Peter Travaglini geschaffen |
| 15   | ja   | Datei hochladen                                                               | Turnhalle (1936)                                                       | G   | Käsereistrasse 3 581925 / 213113          | |
| 15   | ja   | Datei hochladen                                                               | Primarschulhaus (1936)                                                 | G   | Käsereistrasse 5 581945 / 213100          | |
| 22   | ja   | Datei hochladen                                                               | Brunnen (1. Hälfte 19. Jh.)                                            | K   | Dorfrain N.N. 581979 / 212733             | |
| 22   | ja   | Datei hochladen                                                               | Ofenhaus (frühes 19. Jh.)                                              | G   | Dorfrain 9 581970 / 212724                | |
| 100  | ja   | Datei hochladen                                                               | Reformierte Kirche (13. Jh.)                                           | G   | Kirchrain 1 581766 / 212691               | |
| 119  | ja   | Datei hochladen                                                               | Fabrikantenvilla (1904)                                                | G   | Montligstrasse 1 581942 / 213442          | |
| 119  | BW   | Datei hochladen                                                               | Brunnenanlage (1904)                                                   | G   | Montligstrasse N.N. 581936 / 213435       | |
| 549  | ja   | Datei hochladen                                                               | Ellahaus (Ende 18. Jh.)                                                | G   | Hauptstrasse 100 581740 / 212658          | |
| 619  | ja   | Datei hochladen                                                               | Gartenpavillon (frühes 20. Jh.)                                        | G   | Dorfrain N.N.1 582063 / 212741            | |
| 619  | ja   | Datei hochladen                                                               | Wohnhaus mit ehemaligem Spezereiladen (um 1885)                        | G   | Dorfrain 3 582052 / 212759                | |
| 622  | ja   | Datei hochladen                                                               | Ehemalige Taverne Weisser Bär (1910/12)                                | G   | Gerolfingen, Seerain 14 581759 / 213919   | |
| 667  | ja   | Datei hochladen                                                               | Wohnhaus (1899)                                                        | G   | Hauptstrasse 80 581868 / 213077           | |
| 779  | ja   | Datei hochladen                                                               | Bürogebäude (1955/56)                                                  | G   | Parkstrasse 1 581825 / 212805             | |
| 856  | ja   | Datei hochladen                                                               | Wohnhaus (1955)                                                        | G   | Gerolfingen, Holzgasse 20 582342 / 213793 | |
| 1329 | ja   | Datei hochladen                                                               | Dienstgebäude und Rollmaterialdepot der Biel-Täuffelen-Ins-Bahn (1916) | G   | Baumgartenstrasse 1 581761 / 212900       | |
| 1874 | ja   | Datei hochladen                                                               | Bauernhaus (um 1800)                                                   | G   | Gerolfingen, Seerain 8 581843 / 213887    | |

Hinweis zur Legende: Anstelle der KGS-Nummer wird als Objekt-Identifikator (ID) die Grundstücksnummer verwendet.